# Dipicolinsäure
Dipicolinsäure (Pyridin-2,6-dicarbonsäure) ist eine organische Verbindung, die zu den Heterocyclen (genauer: Heteroaromaten) zählt. Sie gehört zur Gruppe der Pyridindicarbonsäuren und besteht aus einem Pyridinring, der zwei Carboxygruppen in 2- und 6-Position trägt. Der Name leitet sich von der Picolinsäure (Pyridin-2-carbonsäure) ab, die am Pyridinring nur eine Carboxygruppe in 2-Position trägt.

## Vorkommen und Darstellung
Die Verbindung wird während der Sporulation (Sporenbildung) von Mikroorganismen gebildet. Sie kommt nur im Kern (Sporenprotoplasten) von Endosporen (5–15 % des Trockengewichts) vor, ist jedoch nicht in vegetativen Zellen enthalten.
Eine Darstellung erfolgt z. B. aus 2,6-Lutidin durch Oxidation der Methylgruppen.

## Eigenschaften
Beim Erhitzen zersetzt sie sich ab 248 °C durch Decarboxylierung zu Picolinsäure:

## Biologische Bedeutung
Dipicolinsäure wird von Bakterien bei der Bildung von Sporen gebildet und ist mit verantwortlich für die Thermoresistenz. Es liegt oft als Chelat mit Calciumionen (Ca2+) vor.

## Verwendung
Dipicolinsäure wird in der chemischen Industrie für die Vorbereitung von mit Dipicolin gebundenen Lanthanoiden (als Chelatligand) und als Komplexbildner für Übergangsmetallkomplexe sowie als Stabilisator für Peroxide und als Zwischenprodukt zur Herstellung weiterer chemischer Verbindungen verwendet.